# Beatrice Căslaru
Beatrice Nicoleta Căslaru-Coadă (Brăila, 20 augustus 1975) is een internationaal topzwemster uit Roemenië, die bij de Olympische Spelen van Sydney (2000) een zilveren en een bronzen medaille won, op respectievelijk de 200 en de 400 meter wisselslag.
Haar debuut op het internationale toneel maakte de studente marketing en management in 1991, bij de Europese kampioenschappen langebaan (50 meter) in Athene. Haar erelijst vermeldt verder onder meer twee bronzen WK-medailles op de 400 meter wisselslag, behaald in Fukuoka (2001) en in Barcelona (2003).
Căslaru, bijgenaamd Biki, begon op haar zevende met zwemmen. Haar eerste coach was Gabriela Stoicescu, die werd opgevolgd door haar echtgenoot, Eduard Căslaru. Net als collega-zwemsters Diana Mocanu en Camelia Potec is Căslaru afkomstig uit de stad Brăila.